# Rio Aleșteu
O Rio Aleșteu (romeno Râul  Aleșteu) é um rio da Romênia afluente do rio Gologan, localizado no distrito de Olt.